# 元木大介がセレクト!ビジネス隠し玉企業2017
『元木大介がセレクト!ビジネス隠し玉企業2017』は、2017年4月8日から2017年12月23日まで、千葉テレビ放送（チバテレ）で放送されていた情報ビジネス番組である。2018年より番組リニューアルに伴い、番組名を『元木商店「商売繁盛してまっか？」』と変更した。

## 概要
チバテレで放送されており、放送時間は毎週土曜日12:30 - 13:00の30分となっている。
3つの企業の代表者との対談形式の番組である。未曽有のピンチを、バット１本で切り抜けてきたチャンスに強い男、元木大介が誰も知らない、今後の成長しうる、いわば日本経済における「隠し玉企業」を特別に紹介する番組である。

## 出演者
- MC
  - 元木大介

- アシスタントMC
  - 三橋泰介
  - 小田唯
  - 高橋友希
  - 鈴菜
- コーナーMC
  - リトル清原
  - 黒澤リカ
  - 豊田瀬里菜

## 主なコーナー
- メインコーナー（元木大介の隠し玉チェック）

　　　毎回テーマに沿った、その道のプロの方2名～3名（企業の経営者層の方）で、企業紹介とビジネスモデル、企業の理念、実績、人間　
　　　性、ビジネスの世界と自社の展望などを語る。
- 最新エンタメ情報コーナー

　　　映画、イベント、ＣＤ発売、ゲーム、店舗からオーディション情報までのオススメ情報コーナー。
- アフタートークコーナー

　　　コーナーMC方と出演企業様はアフタートークコーナーを行う。最後に3つ企業に向けて、元木大介から本日の企業様へのメッセージ。

## 出演企業一覧
| #  | 放送年月日     | 出演企業 |
| -- | -------------- | --- |
| 1  | 2017年4月8日   | 株式会社エイケー 三恵メタル工業株式会社 リーウェイズ株式会社                                                 |
| 2  | 2017年4月15日  | 株式会社スタディ・レボリューション 株式会社ダイタク 株式会社ハッピースマイル                                 |
| 3  | 2017年4月22日  | 株式会社グロウスギア 株式会社ピーダッシュ                                                                    |
| 4  | 2017年4月29日  | T&C JAPAN 株式会社COCOROZASHI 株式会社 JP Links                                                              |
| 5  | 2017年5月6日   | パンダグラフィックス株式会社 株式会社プラスカラー 株式会社キャリア・マム                                     |
| 6  | 2017年5月13日  | ＥＣのミカタ株式会社 株式会社売れるネット広告社 ウェルネスコンサルティング株式会社                           |
| 7  | 2017年5月20日  | グローバル・リンク株式会社 株式会社日本新電力総合研究所 株式会社ＲＹコーポレーション                         |
| 8  | 2017年5月27日  | イズム株式会社 株式会社モノクレア 株式会社プラスクラス                                                       |
| 9  | 2017年6月3日   | 株式会社リライブ ライフ スタイル株式会社 株式会社エーアイ                                                    |
| 10 | 2017年6月10日  | ニューイーステージ株式会社 株式会社エニタイムズ プレイライフ株式会社                                         |
| 11 | 2017年6月17日  | スタイルアクト株式会社 株式会社オメガニスト 株式会社カーフ                                                   |
| 12 | 2017年6月24日  | 株式会社クイーン 株式会社ＴＮＯ ベストハウス 株式会社クラウドファンディング                                  |
| 13 | 2017年7月1日   | 株式会社プリンシプル サクラインターナショナル株式会社 日本システム企画株式会社                               |
| 14 | 2017年7月8日   | 株式会社ヴィス 株式会社一家ダイニングプロジェクト 株式会社メディキューブ                                     |
| 15 | 2017年7月15日  | 株式会社リスティングプラス 株式会社メイプルシステムズ 株式会社インフィニット・フィールド                     |
| 16 | 2017年7月29日  | 株式会社ヴィックスコミュニケーションズ 式会社リアステージ 株式会社グルー                                     |
| 17 | 2017年8月5日   | グローバルイノベーションコンサルティング株式会社 株式会社カワキタエクスプレス 株式会社ＣＸメディカルジャパン |
| 18 | 2017年8月12日  | 株式会社東洋化学商会 株式会社ヤマト屋 株式会社東京オフ印刷                                                   |
| 19 | 2017年8月19日  | 株式会社トゥート 株式会社リアルメディアジャパン 株式会社シースタイル                                         |
| 20 | 2017年8月26日  | 株式会社ダズル 株式会社ナビット 株式会社アンカーズ                                                           |
| 21 | 2017年9月9日   | クックピット株式会社 佐野味噌醤油株式会社 株式会社いまでや                                                   |
| 22 | 2017年9月16日  | 株式会社シー・アイ・エヌ グループ 有限会社かっとはうすごろう・コムズグループ ワンダーウォール株式会社        |
| 23 | 2017年9月23日  | Ｈ・Ｒ・Ｐ久島塗装株式会社 有限会社ワンズ 株式会社日本エコジニア                                             |
| 24 | 2017年9月30日  | 株式会社桝田工務店 ネビュラ有限會社 株式会社サービシンク                                                     |
| 25 | 2017年10月7日  | 株式会社ケイカコーポレーション 株式会社タレントクラウド                                                      |
| 26 | 2017年10月14日 | 学校法人野村学園 株式会社ネクストジェネレーション                                                            |
| 27 | 2017年10月21日 | 株式会社川口鉄筋建設 株式会社ニソール 株式会社ナイス                                                         |
| 28 | 2017年10月28日 | セント・プラス 少額短期保険株式会社 株式会社ウーノ 大阪経済大学 古宮昇（こみや のぼる）教授                  |
| 29 | 2017年11月4日  | 有限会社カギの横浜ロックサービス 株式会社シーキューブ 株式会社フィオーレ                                     |
| 30 | 2017年11月11日 | 株式会社ふくなお 株式会社ココウェル 株式会社阿部蒲鉾店                                                       |
| 31 | 2017年11月18日 | 株式会社ハウジングサクセス 株式会社安成板金工作所 想家工房株式会社                                           |
| 32 | 2017年11月25日 | 株式会社ウィルトラスト 株式会社セントネーションズ 株式会社ラウンジ・デコ                                     |
| 33 | 2017年12月2日  | 株式会社キャライノベイト 株式会社ティーサイド イマジン・グローバル・ケア株式会社                             |
| 34 | 2017年12月9日  | アルカスコーポレーション株式会社 株式会社グローバルアシスト 株式会社ぶどうの木                               |
| 35 | 2017年12月16日 | チェックフィールド株式会社 株式会社ぬちまーす アイプロ株式会社                                               |
| 36 | 2017年12月23日 | 木村飲料株式会社 株式会社杵屋 株式会社一番舘                                                                 |

## スタッフ
- ナレーター：Yuka、高橋千晶、佐野水柚
- 構成：荒井靖裕
- カメラ：古川祥行、市川大祐、奥村知樹、磯田修平、菊池隆、後藤敏文、添田周希
- 音声：工藤滉生、宮田翔太、山田恭介、對馬千鶴、川崎修
- オフライン編集：細村友香、陳鈺婷
- 編集：山浦真仁、高野智子、柳田真司、森崎荘三、猿山健太
- MA ：有澤郁博、上甲典靖、牧野友樹、小林典正
- スタイリスト：津野真吾
- ヘアメイク：砺波喜子、西野黎
- 衣装提供：株式会社オンリー、Kent House. 、株式会社アイネックス
- 技術協力：テックサービス、スタジオナオ、クロースタジオ
- 撮影協力：ボナスタジオ
- デスク：細村友香
- AP：細野潤一
- AD：咸在垣、能登谷洋祐、陳鈺婷、曾佳惠
- ディレクター：下村直人、宮下昇
- プロデューサー：高木征太郎、吉井しげる
- エグゼクティブプロデューサー：立川光昭
- 協力：株式会社イー・アール、株式会社バイオテクノロジービューティー、三千櫻酒造株式会社、木戸泉酒造株式会社、株式会社マルハチ、八ヶ岳地ビール、株式会社ビーダッシュ、キリン株式会社、コカ･コーライーストジャパン株式会社、米屋株式会社、ジャパンフーズ株式会社、株式会社オランダ家
- 製作著作：エムコンサルティンググループ株式会社